# Summer (roman)
Pour les articles homonymes, voir Summer.
Summer est un roman de Monica Sabolo paru le 23 août 2017 aux éditions Jean-Claude Lattès.

## Résumé
Summer est une jeune fille de 19 ans qui disparaît pendant un pique-nique au bord du lac Léman, avec son frère et ses amies. Vingt-cinq ans plus tard, son frère cadet Benjamin est toujours submergé par le souvenir de sa sœur qui surgit dans ses rêves et réveille les secrets d'une famille figée dans le silence.

## Réception critique
À sa parution, le roman est très bien accueilli par la critique littéraire,,,, est sélectionné dans de nombreuses premières listes des prix d'automne, dont le prix Goncourt, et est finaliste du prix Goncourt des lycéens et du Prix du roman des étudiants France Culture - Télérama.

## Éditions
- Éditions Jean-Claude Lattès, 2017,  (ISBN 9782709659826)[8]